# 长梗卫矛
长梗卫矛（学名：Euonymus dolichopus），为卫矛科卫矛属下的一个植物种。